# Konrad Volk
Konrad Volk (* 1955 in Lörrach) ist Professor für Altorientalistik an der Eberhard Karls Universität Tübingen und Leiter des dortigen Instituts für die Kulturen des Alten Orients.

## Leben und Wirken
Volk studierte mit einem Stipendium der Studienstiftung des deutschen Volkes Assyriologie, Vorderasiatische Archäologie, Musikwissenschaften sowie Judaistik an der Albert-Ludwigs-Universität Freiburg und am Päpstlichen Bibelinstitut. In Freiburg wurde er 1986 mit einer Arbeit zur Balag-Komposition úru àm-ma-ir-ra-bi promoviert. Als Mitarbeiter wirkte er dort fort, bis er 1994 an die LMU München wechselte, wo er sich 1994 auch habilitierte. Es folgte 1996 eine Mitwirkung am Projekt „Kindheit und Erziehung in Babylonien und Assyrien“ am altorientalischen Institut der Universität Leipzig. Nach einer Umhabilitierung 1996 konnte er 1998 dann seine Professur in Tübingen antreten, die er bis heute innehat.
Schwerpunkte seiner Forschungstätigkeit sind die Kulturgeschichte des Alten Orients, insbesondere die Geschichte der sumerischen Literatur sowie der Musik, ferner die Sozial- und Religionsgeschichte.

## Schriften
- mit Burkhart Kienast: Die Sumerischen und Akkadischen Briefe des III. Jahrtausends vor der III. Dynastie von Ur. Stuttgart 1995.
- Inanna und Šukaletuda. Zur historisch-politischen Deutung eines sumerischen Literaturwerkes.  Wiesbaden 1995.
- Sumerian Literary Texts in the Martin Schøyen Collection (noch nicht erschienen).
- als Herausgeber: Erzählungen aus dem Land Sumer. Harrassowitz, Wiesbaden 2015, ISBN 978-3-447-10413-5.